# Amblyopsoides crozetii
Amblyopsoides crozetii är en kräftdjursart som först beskrevs av Sars 1884.  Amblyopsoides crozetii ingår i släktet Amblyopsoides och familjen Mysidae. Inga underarter finns listade i Catalogue of Life.